# Soul Survivor
Soul Survivor (vaak afgekort als SoSu) is een internationale christelijke jongerenorganisatie met het hoofdkantoor in Watford (bij Londen) en diverse afdelingen wereldwijd. Tussen 1998 en 2025 was er een afdeling in Nederland. De organisatie organiseert verschillende festivals en evenementen, op locaties verspreid over de hele wereld. Het grootste festival vond tot 2019 plaats in augustus bij Royal Bath and West Showground, vlak bij Shepton Mallet (Engeland).

## Geschiedenis
Soul Survivor is ontstaan in St. Andrew's Church, in Chorleywood vanuit Mike Pilavachi en Matt Redman. Zij hadden een 'visie' dat duizenden jongeren God samen zouden aanbidden op een eigen festival. Dit leek concreet vorm te krijgen in 1993 toen ongeveer 2000 jongeren het eerste Soul Survivor-festival bezochten. Het festival groeide in bezoekersaantallen en in 1995 moest het festival gesplitst worden in twee delen. In 2005 was het bezoekersaantal uitgegroeid tot bijna 23.000 mensen.
De activiteiten van Soul Survivor breidden zich uit naar verschillende landen in de wereld, zoals Nederland, Maleisië, de Verenigde Staten, Canada en Australië. In de landen waar Soul Survivor actief is worden lokale festivals gehouden op de leest van Soul Survivor. Soul Survivor houdt zich bezig met verschillende projecten. Een daarvan was 'Soul in the City'. In 2004 zijn bij deze mega-evangelisatieactie een week lang meer dan 20.000 christelijke jongeren de straat op gegaan, om in samenwerking met honderden kerken en de politie van Londen aan praktische projecten deel te nemen, om zo de sfeer en veiligheid te verbeteren. In 2011 en later 2012 had Soul Survivor de ambitie op een gelijk project met ongeveer 2.000 jongeren op te zetten in Amsterdam, maar dit ging wegens gebrek aan belangstelling niet door.
In mei 2018 maakte Pilavachi bekend dat zijn organisatie in Groot-Brittannië per 2019 stopt met de organisatie van de jaarlijkse Soul Survivor-conferentie, die intussen twintigduizend bezoekers trok. Volgens Pilavachi was er geen financiële reden om te stoppen, maar wilde hij ruimte voor anderen maken: "Vanaf het begin van Soul Survivor hebben we altijd gezegd dat we zouden stoppen als God zei dat we moesten stoppen. We geloven dat die tijd gekomen is.
In april 2023 kwam de organisatie negatief in het nieuws toen bleek dat Pilavachi moest aftreden als voorganger bij Soul Survivor in Watford, vanwege een onderzoek dat werd ingesteld naar hem vanwege seksueel grensoverschrijdend gedrag jegens jongemannen. In april 2024 bracht Matt Redman, mede-oprichter met Pilavachi, een documentaire uit waarin hij claimde dat meer dan honderd mensen slachtoffer waren, onder wie hijzelf.

## Soul Survivor in Nederland
Soul Survivor Nederland is in 1998 ontstaan vanuit de Nederlandse familieconferentie In Your Presence, die werden georganiseerd door Stichting Kana. Voor het jeugdprogramma werden Pilavachi en Redman van Soul Survivor Engeland uitgenodigd. Al snel mondde dit uit in eigen jongerenconferenties, met meer dan duizend bezoekers. Met input vanuit Soul Survivor Engeland en Theo Aerts, toentertijd bestuurslid bij stichting Kana, ontstond Soul Survivor Nederland. Veel van de 'werkers van het eerste uur' hebben hun wortels bij de zendingsorganisatie Jeugd met een Opdracht.
In 2000 werd een kantoor in Harderwijk betrokken, waar begin 2003 vijf fulltimers en vijf part-timers werkten. Het jaarlijkse festival bleef ook groeien. De eerste jaren werd deze gehouden in De Bron in Dalfsen, daarna op Heidebeek, het centrum van Jeugd met een Opdracht, en eenmalig in Arnhem. Sinds 2002 wordt het vierdaagse festival gehouden op Strand Nulde bij Putten. Door de jaren heen bleef ook het bezoekersaantal stijgen. In het voorjaar van 2006 kwamen er zo'n vijfduizend jongeren, jeugdleiders en voorgangers naar het Soul Survivor Festival op Strand Nulde (inclusief daggasten). 
Vanaf 2009 zag Soul Survivor een terugloop in het aantal bezoekers. In dat jaar kwamen er iets meer dan drieduizend bezoekers naar het festival. Dat aantal daalde in jaren daarna zelfs verder naar beneden richting de 1.200 tot 1.500. Zelf wijt de organisatie dat aan het feit dat het 'nieuwe' ervan af is, maar in 2019 gaf Emmie Overbeek aan dat er in de jaren '90 weinig alternatieve evenementen waren voor christelijke tieners in tegenstelling tot de jaren '10. Bekendste gezichten van Soul Survivor Nederland waren Maaike Starreveld en Daniël Hoogteijling, die later zendeling in Kenia werd. Van januari 2012 tot november 2013 was Sven Leeuwestein directeur, maar hij vertrok vanwege een gebrek aan fondsen. Sindsdien werkt de organisatie alleen met vrijwilligers en niet langer met betaalde krachten.
Tot 2010 konden jongeren zich op de conferentie laten dopen. Soul Survivor stopte daarmee, omdat er vanuit verschillende kerken kritiek op kwam.
In 2020 en 2021 werd het Soul Survivor Festival als gevolg van de Coronapandemie niet georganiseerd. In 2023 werd er een doorstart gemaakt. In februari 2025 meldde de stichting achter Soul Survivor dat zij dat jaar geen festival meer zullen organiseren en zichzelf zullen opheffen. De belangrijkste reden was een gebrek aan (nieuwe) vrijwilligers, mede door de coronajaren.

### Projecten
Soul Survivor hield zich bezig met verschillende projecten. In Nederland maakte het gebedsnetwerk The Call, waarbij zich meer dan 100 gebedsgroepen hadden aangesloten, lange tijd deel uit van de organisatie. In 2007 stopte Soul Survivor daarmee, omdat zij niet langer de mankracht had voldoende ondersteuning te bieden aan The Call. Andere projecten waren SoulNet en (tot 2009) SoulSista, gericht op respectievelijk jeugdleiders en vrouwen. Tussen 2006 en 2008 organiseerde Soul Survivor in samenwerking met Navigators Studentenverenigingen een speciaal festival voor studenten, Momentum genaamd. De eerste editie vond plaats op De Betteld in Zelhem.

### Publicaties
Naast een jaarlijks live-aanbiddingsalbum gaf Soul Survivor Nederland in 2002 de multimedia-cd Set Apart uit. Daarnaast heeft de organisatie meegewerkt aan de boeken Effectief bidden en De Bijbel bidden. In 2004 schreven een aantal jongeren die betrokken waren bij Soul Survivor samen het boek Als vuur in mijn botten. In hetzelfde jaar werd ook een eerste volledig Nederlandstalig aanbiddingsalbum ('Dieper') geproduceerd, met twaalf liederen die door jongeren waren geschreven. In verband met het tienjarig bestaan verscheen in 2006 een best-of cd met 32 live-nummers.

## Kenmerken
Binnen het christelijk spectrum kan Soul Survivor als charismatisch worden getypeerd. Zo is er tijdens bijeenkomst ruimte voor het zogeheten 'lachen in de Geest', een verschijnsel dat onder andere bekend is van de zogeheten Toronto Blessing. Andere thema's waar de nadruk op ligt zijn gebed, gebrokenheid, sociale gerechtigheid, aanbidding en zending.